# Isistius brasiliensis
El tiburón cigarro, tiburón puro o tollo cigarro (Isistius brasiliensis) es una pequeña especie de tiburón escualiforme de la familia Dalatiidae. Este tiburón se encuentra en aguas oceánicas cálidas de todo el mundo, particularmente cerca de islas, y se ha registrado a profundidades de hasta 3700 m. Realiza migraciones verticales de hasta 3000 m cada día, acercándose a la superficie al anochecer y descendiendo al amanecer. Alcanzando solo 42-56 cm de longitud, el tiburón cigarro tiene un cuerpo largo y cilíndrico con un hocico corto y romo, ojos grandes, dos pequeñas aletas dorsales sin espinas y una gran aleta caudal. Es de color marrón oscuro, con fotóforos emisores de luz que cubren su parte inferior, excepto por un "collar" oscuro alrededor de su garganta y hendiduras branquiales.
El nombre en inglés "tiburón cortador de galletas" (cookie-cutter shark) hace alusión a su método de alimentación, que consiste en arrancar trozo redondos, como si fueran cortados con un cortador de galletas, de animales más grandes. Se han encontrado marcas hechas por tiburones cigarro en una amplia variedad de mamíferos marinos y peces, así como en submarinos, cables submarinos e incluso humanos. También se alimenta de presas más pequeñas enteras, como calamares. Los tiburones cigarro tienen adaptaciones para mantenerse suspendidos en la columna de agua, y probablemente dependen del sigilo y el engaño para capturar presas más activas. Su collar oscuro parece imitar la silueta de un pez pequeño, mientras que el resto de su cuerpo se mezcla con la luz descendente a través de sus fotóforos ventrales. Cuando un posible depredador se acerca al señuelo, el tiburón se adhiere usando sus labios succionadores y faringe especializada, y corta limpiamente un trozo de carne utilizando su conjunto de dientes inferiores en forma de sierra. Se sabe que esta especie viaja en bancos.
Se trata de una especie que raramente es encontrada, principalmente debido a su hábitat oceánico, aunque existen algunos pocos registros de aparentes interacciones con humanos. No obstante, este diminuto tiburón no se considera peligroso para los humanos. La Unión Internacional para la Conservación de la Naturaleza (UICN) ha catalogado al tiburón cigarro en un estado de "preocupación menor", ya que está ampliamente distribuido, no tiene valor comercial y no es particularmente susceptible a las pesquerías.

## Taxonomía
Los naturalistas franceses Jean René Constant Quoy y Joseph Paul Gaimard describieron originalmente al tiburón cigarro durante el viaje exploratorio de 1817-1820 de la corbeta Uranie bajo el mando de Louis de Freycinet, dándole el nombre de Scymnus brasiliensis porque el espécimen tipo fue capturado frente a Brasil. En 1824, su descripción fue publicada como parte de "Voyage autour du monde...sur les corvettes de S.M. l'Uranie et la Physicienne", el informe de 13 volúmenes de Louis de Freycinet sobre el viaje. En 1865, el ictiólogo estadounidense Theodore Nicholas Gill acuñó el nuevo género Isistius para esta especie, en honor a Isis, la diosa egipcia de la luz.

## Descripción
El tiburón cigarro tiene un cuerpo alargado en forma de cigarro con un hocico corto y redondeado. Las fosas nasales tienen un pliegue muy corto de piel en la parte delantera. Los ojos grandes, ovalados y verdes están colocados hacia adelante en la cabeza, aunque no de manera que la visión binocular sea extensa. Detrás de los ojos hay grandes espiráculos, situados en la superficie superior de la cabeza.

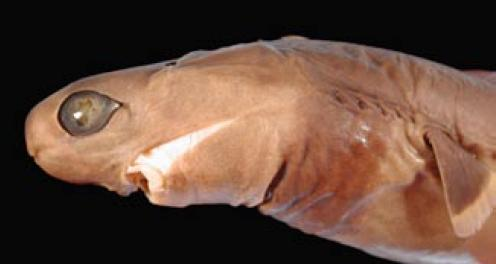
Cabeza del tiburón cigarro (Isistius brasiliensis) en la que se aprecia su "collar"

La boca es corta, formando una línea casi transversal, y está rodeada de labios carnosos y agrandados. La mandíbula superior tiene de 30 a 37 filas de dientes, y la mandíbula inferior tiene de 25 a 31, aumentando con el tamaño del cuerpo. Los dientes superiores e inferiores son extremadamente diferentes; los dientes superiores son pequeños, estrechos y rectos, y se afinan hacia una cúspide de borde liso. Los dientes inferiores también tienen bordes lisos, pero son mucho más grandes, anchos y en forma de cuchillo, con sus bases entrelazadas para formar un solo borde de corte en forma de sierra. Los cinco pares de hendiduras branquiales son pequeños.
Las aletas pectorales son cortas y de forma aproximadamente trapezoidal. Dos aletas dorsales sin espinas están situadas muy atrás en el cuerpo, la primera se origina justo delante de las aletas pélvicas y la segunda se encuentra justo detrás. La segunda aleta dorsal es ligeramente más grande que la primera, y las aletas pélvicas son más grandes que cualquiera de las dos. La aleta anal está ausente. La aleta caudal es ancha, con el lóbulo inferior casi tan grande como el superior, que tiene una muesca ventral prominente. Los dentículos dérmicos son cuadrados y aplanados, con una ligera concavidad central y esquinas elevadas. El tiburón cigarro es de color marrón chocolate, volviéndose sutilmente más claro por debajo, y un "collar" oscuro rodea la región branquial.
Las aletas tienen márgenes translúcidos, excepto la aleta caudal, que tiene un margen más oscuro. Órganos complejos productores de luz llamados fotóforos cubren densamente toda la parte inferior, excepto el collar, y producen un brillo azulado. La longitud máxima registrada para esta especie es de 42 cm para los machos y 56 cm para las hembras.

### Confusión conIsistius plutodus
El tiburón cigarro es confundido comúnmente con el tiburón cigarro dentón (Isistius plutodus), sin embargo existen ciertas características que distinguen a ambas especies. Una de dichas diferencias podría tratarse de la presencia/ausencia del "collar". Ya que únicamente I. brasiliensis presentaría un "collar" oscuro alrededor de la región de las hendiduras branquiales. También I. plutodus presentaría unas aletas dorsales y caudal más pequeñas que I. brasiliensis. Además, de que I. plutodus carecería de las manchas negras de la aleta caudal. Otra de las diferencias que distinguen a ambas especies, está relacionada con sus dientes. Ya que, I. plutodus no solo posee unos dientes proporcionalmente más grandes que I. brasiliensis, sino que el número de dientes es menor, encontrando 21-29 en la mandíbula superior y 17-19 en la inferior.

## Distribución y hábitat
Es una especie cosmopolita, habitando en todas las principales cuencas oceánicas tropicales y templado-cálidas del mundo, el tiburón cigarro es más común entre las latitudes de 20°N y 20°S, donde la temperatura del agua superficial es de 18–26 °C. En el Atlántico, se ha registrado frente a las Bahamas y el sur de Brasil en el oeste, Cabo Verde, Guinea hasta Sierra Leona, el sur de Angola y Sudáfrica en el este, y la isla Ascensión en el sur. En la región del Indo-Pacífico, se ha capturado desde Mauricio hasta Nueva Guinea, Australia y Nueva Zelanda, incluyendo Tasmania y la isla Lord Howe, así como frente a Japón. En el Pacífico central y oriental, se encuentra desde Fiyi al norte hasta las islas de Hawái, y al este hasta las islas Galápagos, Pascua y Guadalupe. Las heridas frescas observadas en mamíferos marinos sugieren que este tiburón puede llegar hasta California en años cálidos.
Según los registros de capturas, el tiburón cigarro parece realizar una migración vertical diaria de hasta 3000 m en ambas direcciones. Pasa el día a una profundidad de 1000–3700 m, y por la noche asciende a aguas someras, usualmente permaneciendo por debajo de 85 m, pero en raras ocasiones llegando a la superficie.Se encuentra frecuentemente cerca de islas, quizás con fines reproductivos o porque allí se congregan potenciales presas. En el noreste del Atlántico, la mayoría de los adultos se encuentran entre 11°N y 16°N, con los individuos más pequeños y más grandes encontrándose en latitudes más bajas y más altas, respectivamente. No hay evidencia de segregación por sexo.

## Biología y ecología
Conocido por impecablemente morder trozos redondos de tejido de mamíferos marinos y peces grandes, el tiburón cigarro se considera un ectoparásito facultativo, ya que también ingiere presas más pequeñas en su totalidad. Tiene una abertura bucal amplia y una mordida muy fuerte, gracias a los cartílagos craneales y labiales fuertemente calcificados. Con aletas pequeñas y músculos débiles, este depredador de emboscada pasa gran parte de su tiempo flotando en la columna de agua. Su hígado, que puede representar aproximadamente el 35% de su peso, es rico en lípidos de baja densidad, lo que le permite mantener una flotabilidad neutral. Esta especie tiene una densidad esquelética mayor que Euprotomicrus o Squaliolus, y su cavidad corporal y su hígado son proporcionalmente mucho más grandes, con un contenido de aceite mucho mayor. Su gran aleta caudal le permite hacer acelerar rápidamente para atrapar presas más grandes y rápidas que se acercan a su rango.

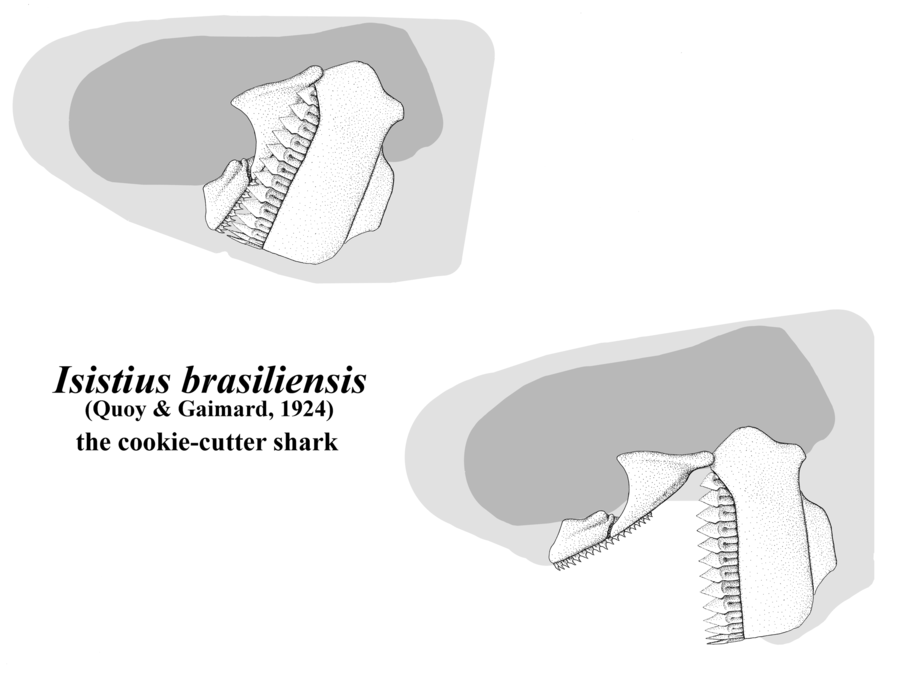
Ilustración de la mandíbula de I. brasiliensis

El tiburón cigarro reemplaza regularmente sus dientes como otros tiburones, pero arroja sus dientes inferiores en filas enteras en lugar de uno a la vez. Se ha calculado que un tiburón cigarro ha arrojado 15 sets de dientes inferiores, un total de 435–465 dientes, desde que medía 14 cm hasta que alcanzó los 50 cm, una inversión significativa de recursos. Aunque, el tiburón cigarro tragaría sus viejos dientes con la finalidad de reciclar el contenido de calcio.
A diferencia de otras especies de tiburones, la retina del tiburón cigarro tiene células ganglionares concentradas en un área concéntrica en lugar de una franja horizontal a través del campo visual; esto puede ayudar a enfocar la presa frente al tiburón.
Se sabe que esta especie viajaría en grupos, lo que podría aumentar la efectividad de su señuelo luminoso y desalentar los ataques de depredadores mucho más grandes.

### Bioluminiscencia
De la misma manera que otras especies de tiburones, el tiburón cigarro es bioluminiscente. Presenta una bioluminiscencia intrínseca de color azul que parece ser la de mayor intensidad en comparación con otros tiburones. Los fotóforos posicionados ventralmente sirven para mimetizar su silueta desde abajo igualándola con la luz descendente, una estrategia conocida como contrailuminación y que es común entre los organismos bioluminiscentes de la zona mesopelágica. Los fotóforos individuales están ubicados alrededor de los dentículos dérmicos y son lo suficientemente pequeños como para no ser discernidos a simple vista, lo que sugiere que han evolucionado para engañar a especies con alta agudeza visual y/o a distancias cercanas.
Aislado del vientre resplandeciente, el "collar" más oscuro y no luminiscente se estrecha a ambos lados de la garganta, y se ha hipotetizado que serviría como señuelo al imitar la silueta de un pez pequeño desde abajo. El atractivo del señuelo se multiplicaría en el caso de que hubiera diversos tiburones cigarro. En el caso en el que dicho "collar" funcionase de esta manera, el tiburón cigarro sería el único caso conocido de bioluminiscencia en el que la ausencia de luz atraería a la presa, mientras que sus fotóforos serían empleados para inhibir la detección por parte de los depredadores. Como el tiburón cigarro únicamente puede igualar un rango limitado de intensidades de luz, se ha sugerido que sus movimientos verticales podrían servir para preservar la efectividad de su camuflaje a lo largo de varios momentos del día y condiciones climáticas.

### Dieta
Técnicamente, todas las especies oceánicas de tamaño mediano a grande que comparten el hábitat del tiburón cigarro están expuestos a ataques. Esto es debido a que se han encontrado cicatrices de mordeduras en cetáceos (e.g., marsopas, orcas, delfines, zifios, cachalotes y ballenas barbadas), pinnípedos (e.g., lobos marinos, focas leopardo y elefantes marinos), dugongos, tiburones más grandes (e.g., tintoreras, tiburones duende, tiburones peregrino, tiburones blancos, tiburones boquianchos y solrayos), rayas (e.g., rayas de aguas profundas, rayas pelágicas y rayas de seis branquias), y peces óseos (e.g., peces espada, atunes, dorados, jureles, escolares, peces luna, y pez pomfret). El tiburón cigarro también caza regularmente y consume calamares enteros con una longitud del manto de 15–30 cm, comparables en tamaño al propio tiburón, así como peces linterna, copépodos y otras presas más pequeñas.
Los ataques parasitarios del tiburón cigarro dejan una "herida en forma de cráter" redondeada, con un diámetro promedio de 5 cm y 7 cm de profundidad. La prevalencia de estos ataques puede ser alta: en Hawái, casi todos los delfines giradores (Stenella longirostris) adultos tienen cicatrices de esta especie. Los animales enfermos o debilitados parecen ser más susceptibles, y en el Atlántico occidental se han observado delfín de cabeza de melón (Peponocephala electra) varadas y repletas con docenas a cientos de heridas recientes y en proceso de cicatrización causadas por el tiburón cigarro, mientras que estas heridas son raras en ballenas varadas no emaciadas.

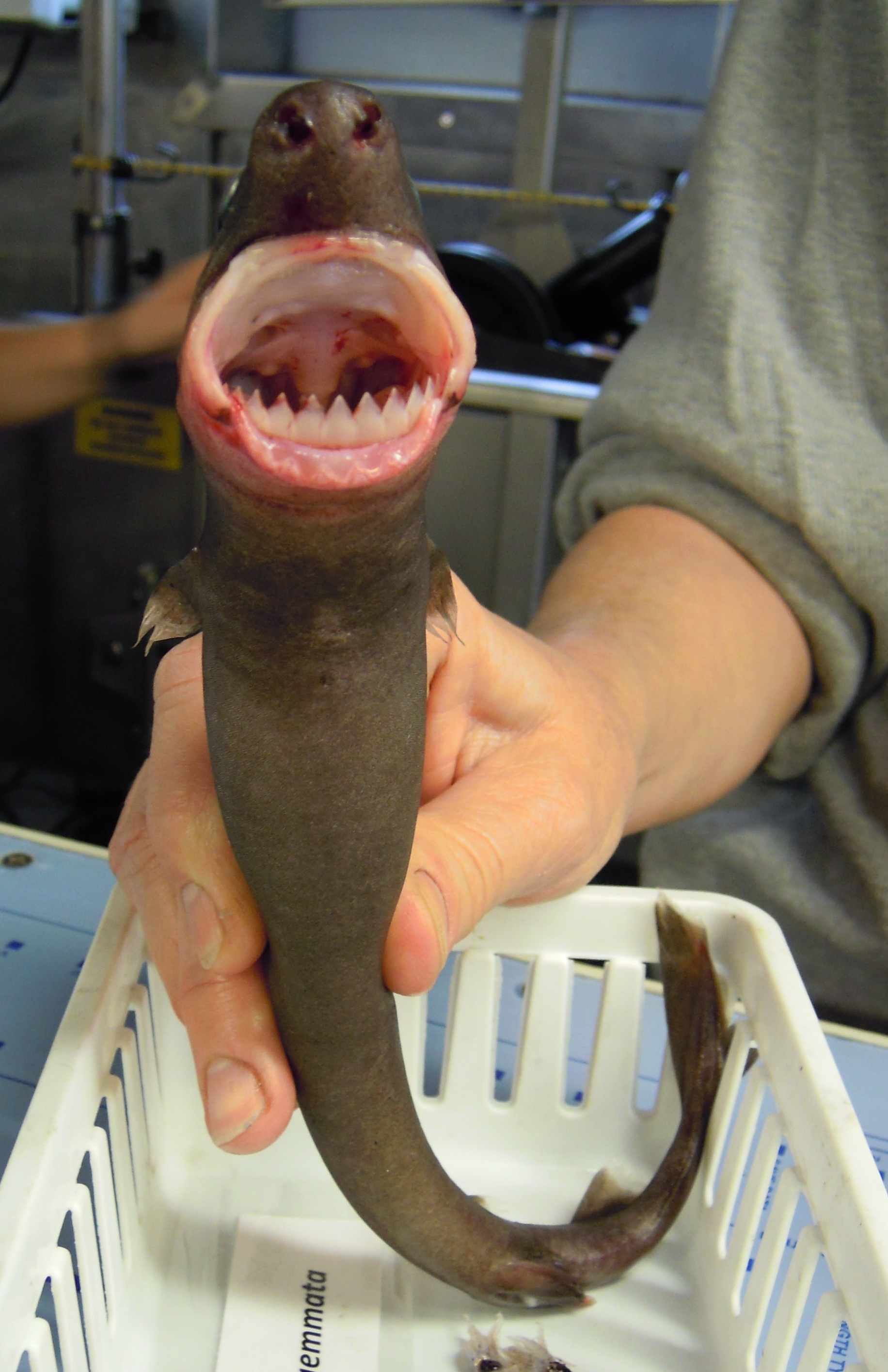
Boca del I. brasiliensis con su prominente mandíbula inferior y carnosos labios con los que consigue aferrarse a sus potenciales presas

El tiburón cigarro presenta diversas especializaciones en su boca y faringe que están adaptadas a su peculiar estilo de vida. El tiburón primero se asegura a la superficie del cuerpo de su presa cerrando sus espiráculos y retrayendo su basihial (lengua) para crear una presión más baja que la del entorno; sus labios succionadores aseguran un sellado hermético. Luego muerde, utilizando sus estrechos dientes superiores para anclarse mientras que sus afilados dientes inferiores son los encargados de cortar. Finalmente, el tiburón cigarro gira y rota su cuerpo realizando un corte circular, posiblemente ayudado por el impulso inicial hacia adelante y las luchas posteriores de su presa. La acción de los dientes inferiores también puede ser asistida por vibraciones hacia adelante y hacia atrás de la mandíbula, un mecanismo similar al de un cuchillo eléctrico. La capacidad de este tiburón para crear una fuerte succión en su boca probablemente también ayuda en la captura de presas más pequeñas como calamares.

## Reproducción
Al igual que otros tiburones de la familia Dalatiidae, el tiburón cigarro presenta viviparismo aplacentario, comúnmente conocido como ovoviviparismo, con los embriones en desarrollo siendo alimentados por el saco vitelino hasta su nacimiento. Las hembras tienen dos úteros funcionales y dan a luz camadas de 6 a 12 crías. Se registró el caso de una hembra que llevaba 9 embriones de 12,4 a 13,7 cm de longitud; aunque estaban cerca del tamaño al nacer, aún tenían sacos vitelinos bien desarrollados, lo que sugiere una lenta absorción de yema y un largo período de gestación. Los embriones tenían una pigmentación parduzca desarrollada, pero no el "collar" oscuro ni una dentición diferenciada. Los tiburones cigarro recién nacidos miden entre 14 y 15 cm de longitud. Los machos alcanzan la madurez sexual a una longitud de 36 cm, y las hembras a una longitud de 39 cm.

## Interacciones con humanos
Siendo una especie que habita en aguas alejadas de la costa y, por lo tanto, rara vez encontrada por humanos, el tiburón cigarro no es considerada como una especie peligroso debido a su pequeño tamaño. Sin embargo, ha estado implicado en algunas interacciones con humanos. Existen relatos de supervivientes de naufragios, quienes sufrieron mordeduras pequeñas, limpias y profundas durante la noche. En marzo de 2009, Mike Spalding, residente de Maui, fue mordido por un tiburón cigarro mientras nadaba a través del canal Alenuihaha. El nadador Eric Schall fue mordido por un tiburón cigarro el 31 de marzo de 2019 mientras cruzaba el canal Kaiwi y sufrió una gran laceración en el estómago. Una segunda interacción ocurrió en el mismo lugar tres semanas después: Isaiah Mojica intentaba nadar por el canal el 6 de abril de 2019 como parte del desafío Oceans Seven cuando fue mordido en el hombro izquierdo. Una tercera persona que intentaba completar la travesía fue mordida en casi la misma área del canal: Adherbal Treidler de Oliveira intentaba nadar el 29 de julio de 2019 cuando fue mordido en el estómago y en el muslo izquierdo. Dos de los tres nadadores utilizaban repelentes eléctricos de tiburones, pero no lograron ahuyentarlos. En 2017, un niño de siete años, Jack Tolley, fue mordido (herida de 7,3 cm) en la pierna mientras chapoteaba en Alma Bay en el norte de Queensland con su familia. El 9 de febrero de 2022, un nadador en aguas profundas frente a Kailua-Kona, Hawái, fue mordido en el pie derecho y la pantorrilla. En marzo de 2023, Andy Walberer disuadió a dos tiburones cigarro mientras nadaba en el canal de Molokai sin llegar a tener lesiones graves.
A pesar de la existencia de estas interacciones, no dejan de ser estadísticamente bajas, tal y como es recopilado en el International Shark Attack File, donde menos de 7 interacciones de esta especie han sido documentadas, todas ellas siendo no fatales.Debido a los hábitos tróficos y ecológicos del tiburón cigarro es recomendable no bañarse, especialmente de noche, en zonas donde potenciales presas, como cetáceos, puedan estar habitualmente presentes, tal y como ocurre en Hawái. Esto permite reducir al máximo las ínfimas probabilidades de tener algún tipo de interacción con esta especie.
Pero las interacciones con el tiburón cigarro también han estado vinculadas a submarinos y cables submarinos. Durante la década de 1970, varios submarinos de la Marina de los EE. UU. se vieron obligados a regresar a la base para reparar daños causados por mordeduras de tiburones cigarro en las botas de neopreno de sus cúpulas de sonar AN/BQR-19, lo que provocó la fuga del aceite transmisor de sonido en el interior e interfirió con la navegación. Inicialmente, se pensó que se trataba de un arma enemiga desconocida, antes de que se identificara a este tiburón como el culpable; el problema se resolvió instalando cubiertas de fibra de vidrio alrededor de las cúpulas. En la década de 1980, unos 30 submarinos de la Marina de los EE. UU. fueron dañados por mordeduras de tiburones cigarro, principalmente en el cable eléctrico revestido de goma que conduce a la sonda acústica utilizada para garantizar la seguridad al salir a la superficie en zonas de navegación. Nuevamente, la solución fue aplicar un recubrimiento de fibra de vidrio. Equipos oceanográficos y cables de telecomunicaciones también han sido dañados por esta especie.

## Estado de conservación
Esta especie de tiburón es demasiado pequeña para tener valor comercial y solo se captura ocasionalmente, como captura incidental, en palangres pelágicos y en redes de arrastre de media agua y redes de plancton. Aunque, parece ser que puede dañar las redes de pesca y a especies económicamente importantes (e.g., pez espada), pudiendo tener un efecto perjudicial menor en las pesquerías comerciales. La falta de amenazas significativas junto con una distribución mundial, ha llevado a la UICN a evaluar al tiburón cigarro como una especie de "preocupación menor".